# پرینسپس
پرینسپس (انگلیسی: Princeps) یک کلمه لاتین است به معنای «اولین در زمان یا مرتبه، اولین، مهم‌ترین، رئیس، برجسته‌ترین، یا نجیب‌ترین، انسان اول، اول شخص» است. به عنوان یک عنوان، پرینسپس در جمهوری روم سرچشمه گرفت که در آن عضو اصلی مجلس سنا پرینسپس سناتور تعیین شد. این عنوان عمدتاً با امپراتوران روم به عنوان یک عنوان غیررسمی مرتبط است که برای اولین بار توسط آگوستوس (ح. ۲۷ قبل از میلاد - ۱۴ پس از میلاد) در ۲۳ قبل از میلاد پذیرفته شد. استفاده از آن در این زمینه تا زمان حکومت دیوکلتیان (ح. ۲۸۴–۳۰۵ پس از میلاد) در پایان قرن سوم ادامه یافت.